# 구본화
구본화(1992년 11월 13일 ~ )는 대한민국의 2013년 미스코리아 미(美)이다.

## 프로필
- 출생: 1992년 11월 13일
- 신체: 175.5cm, 52.5kg, 34-24-35
- 학력: 부산외국어대학교 중국어과
- 수상: 2013년 미스코리아 미(美), 2013년 미스코리아 경남 진(眞)
- 경력: 2013년 초록우산 어린이재단 홍보사절단, 2013년 한국음반산업협회 홍보대사
- 취미: 한국화, 팝아트그리기
- 특기: 골프, 클레이사격